# Courcelette
Courcelette est une commune française située dans le département de la Somme la région Hauts-de-France.
Le circuit du Souvenir traverse son territoire.

## Géographie

### Localisation

#### Communes limitrophes

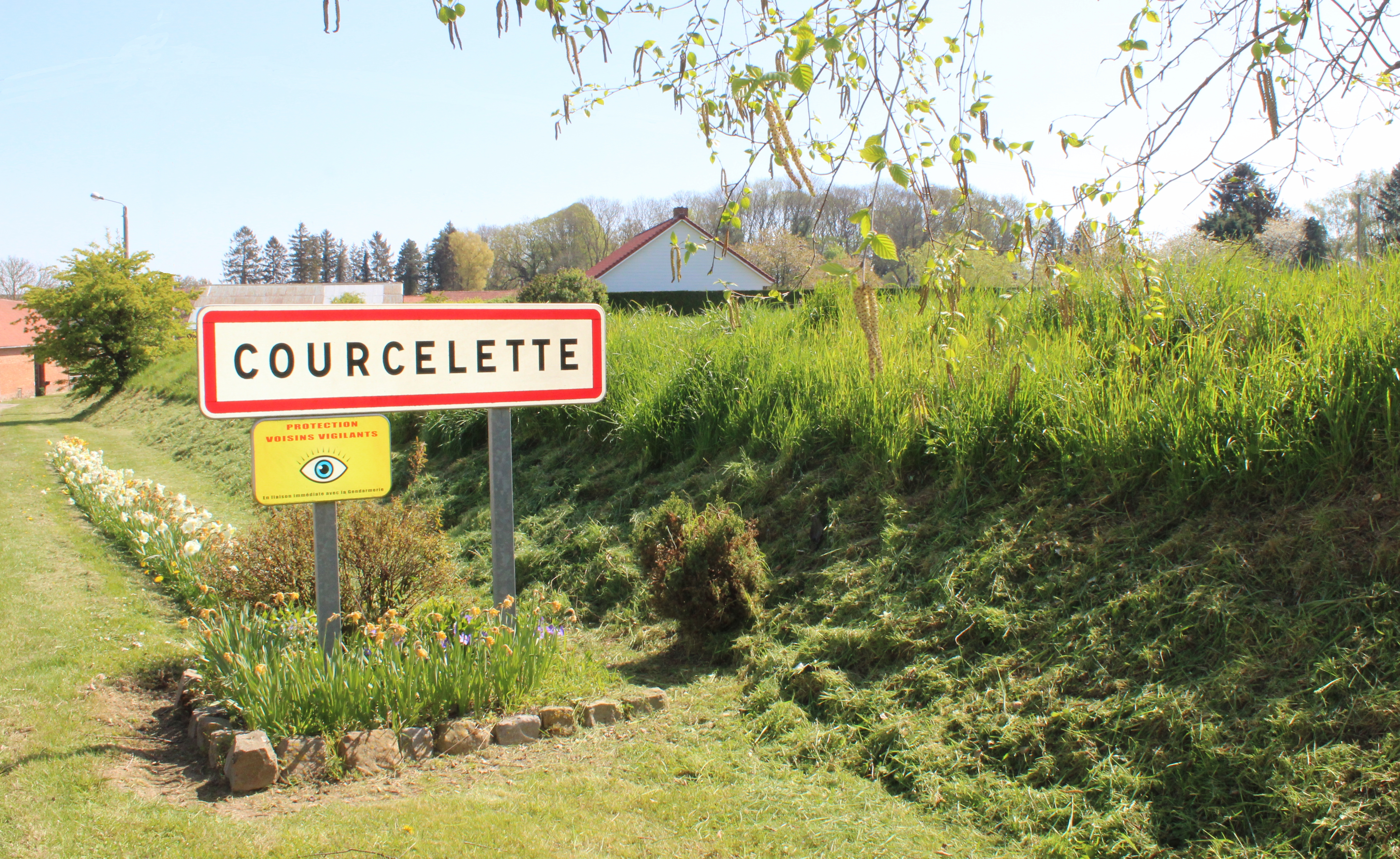
Entrée du village.

| Grandcourt            | Miraumont    | Pys                         |
| Ovillers-la-Boisselle | Courcelette  | Le Sars (Pas-de-Calais)     |
| Pozières              | Contalmaison | Martinpuich (Pas-de-Calais) |

### Description
Courcelette est un village picard rural situé à mi-distance d'Albert (Somme) à Bapaume, à 26 km au sud d'Arras et à 37 km au nord-est d'Amiens. Il est situé à la limite des anciennes province d'Artois et de Picardie.
Située sur le Circuit du Souvenir de la Bataille de la Somme, la commune est limitée au sud par le tracé initial de l'ex-RN 29 (actuelle RD 929) qui relie Amiens à Bapaume et à la frontière franco-belge.
Le relief de la commune est accidenté, il est composé de plusieurs plateaux inclinés et de plusieurs vallons. Le point culminant se situe au sud de la commune, altitude : 160 m. Le sol de la commune est de formation tertiaire et quaternaire. À l'est, dans la vallée Lesart, la marne n'est recouverte que par une mince couche de terre végétale. À l'ouest, dans la vallée Durand, le sable est à fleur de terre.

### Hydrographie

#### Réseau hydrographique
La commune est située dans le bassin Artois-Picardie. Elle est drainée par la Pys.
La nappe phréatique se situait à la fin du XIXe siècle  à 33 m en dessous du sol.

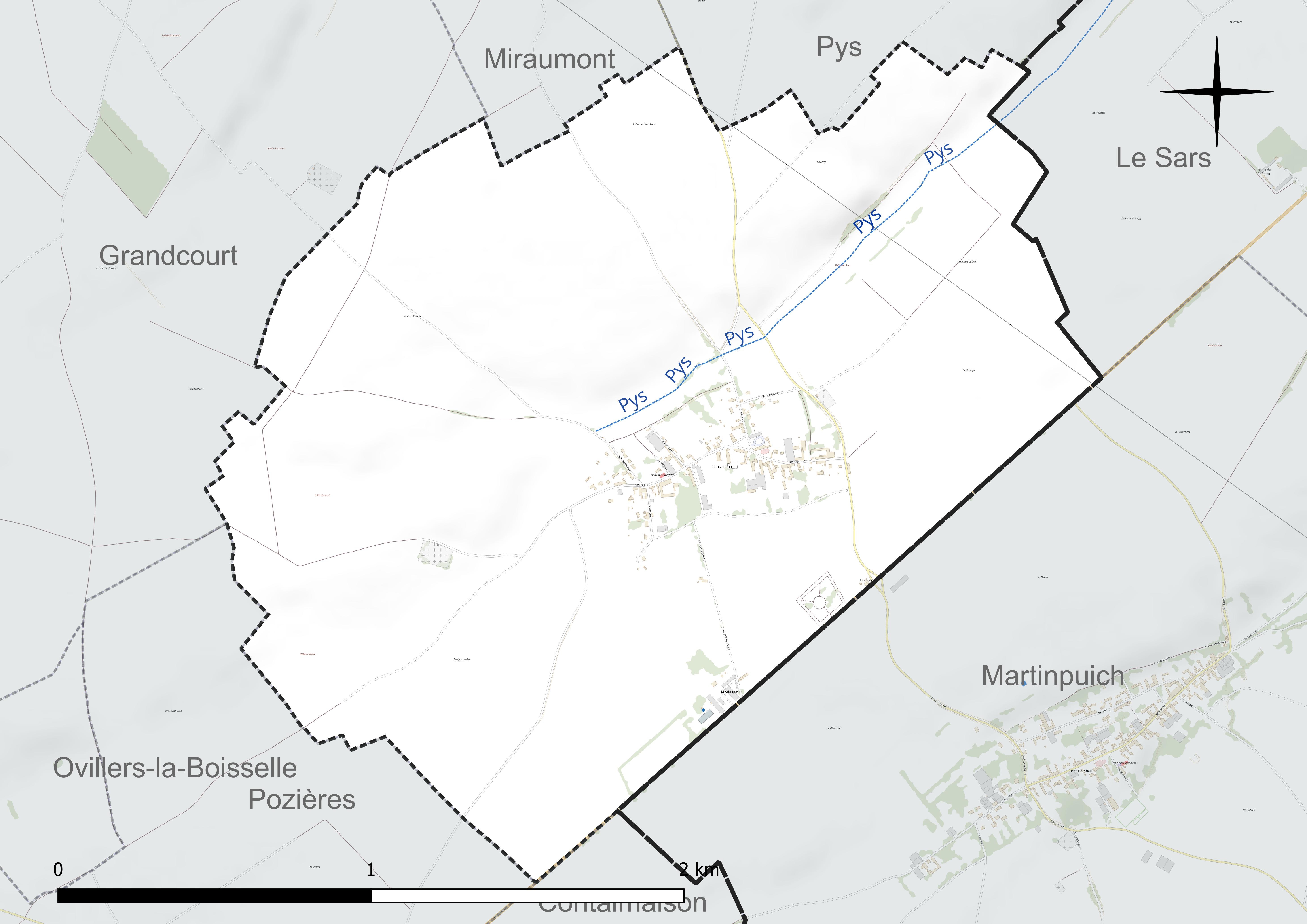
Réseau hydrographique de Courcelette.

#### Gestion et qualité des eaux
Le territoire communal est couvert par le schéma d'aménagement et de gestion des eaux (SAGE) « Somme aval et Cours d'eau côtiers ». Ce document de planification concerne un territoire de 1 835 km2 de superficie, délimité par le bassin versant de la Somme canalisée. Le périmètre a été arrêté le 29 avril 2010 et le SAGE proprement dit a été approuvé le 6 août 2019. La structure porteuse de l'élaboration et de la mise en œuvre est le syndicat mixte d'aménagement hydraulique du bassin versant de la Somme (AMEVA).
La qualité des cours d'eau peut être consultée sur un site dédié géré par les agences de l'eau et l'Agence française pour la biodiversité.

### Climat
Pour des articles plus généraux, voir Climat des Hauts-de-France et Climat de la Somme.
En 2010, le climat de la commune est de type climat océanique dégradé des plaines du Centre et du Nord, selon une étude du CNRS s'appuyant sur une série de données couvrant la période 1971-2000. En 2020, Météo-France publie une typologie des climats de la France métropolitaine dans laquelle la commune est exposée à un climat océanique et est dans la région climatique Nord-est du bassin Parisien, caractérisée par un ensoleillement médiocre, une pluviométrie moyenne régulièrement répartie au cours de l'année et un hiver froid (3 °C).
Pour la période 1971-2000, la température annuelle moyenne est de 10,1 °C, avec une amplitude thermique annuelle de 14,2 °C. Le cumul annuel moyen de précipitations est de 796 mm, avec 11,6 jours de précipitations en janvier et 9,3 jours en juillet. Pour la période 1991-2020, la température moyenne annuelle observée sur la station météorologique la plus proche, située sur la commune de Méaulte à 10 km à vol d'oiseau, est de 10,7 °C et le cumul annuel moyen de précipitations est de 730,3 mm,. Pour l'avenir, les paramètres climatiques de la commune estimés pour 2050 selon différents scénarios d'émission de gaz à effet de serre sont consultables sur un site dédié publié par Météo-France en novembre 2022.

## Urbanisme

### Typologie
Au 1er janvier 2024, Courcelette est catégorisée commune rurale à habitat dispersé, selon la nouvelle grille communale de densité à sept niveaux définie par l'Insee en 2022.
Elle est située hors unité urbaine et hors attraction des villes,.

### Occupation des sols
L'occupation des sols de la commune, telle qu'elle ressort de la base de données européenne d'occupation biophysique des sols Corine Land Cover (CLC), est marquée par l'importance des territoires agricoles (100 % en 2018), une proportion identique à celle de 1990 (100 %). La répartition détaillée en 2018 est la suivante : 
terres arables (93 %), zones agricoles hétérogènes (7 %). L'évolution de l'occupation des sols de la commune et de ses infrastructures peut être observée sur les différentes représentations cartographiques du territoire : la carte de Cassini (XVIIIe siècle), la carte d'état-major (1820-1866) et les cartes ou photos aériennes de l'IGN pour la période actuelle (1950 à aujourd'hui).

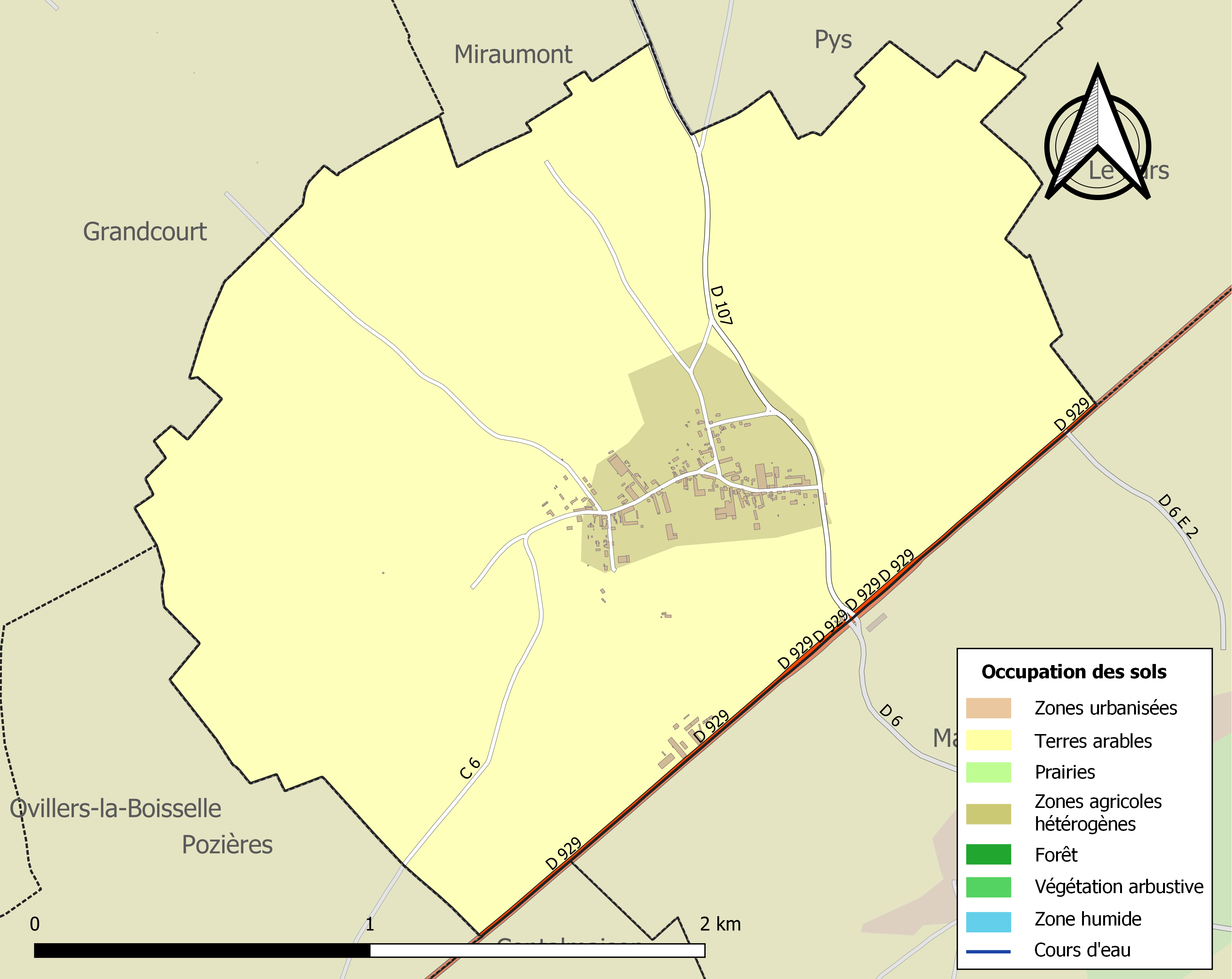
Carte des infrastructures et de l'occupation des sols de la commune en 2018 (CLC).

## Toponymie
Le nom de la localité est attesté sous les formes Courcelettes en 1421 ; Courchelettes en 1567 ; Courcelete en 1743 ; Courcellette en 1753 ; Courtelette en 1787 ; Courcelette en 1801.
Ce lieu est peut-être formé sur un diminutif de corcelle, en ancien français on avait courcelette « petite cour », apparenté à Courcelles.

## Histoire
Première Guerre mondiale
Courcelette fut un des théâtres d'opération de la bataille de la Somme, et notamment de la bataille de Flers-Courcelette qui s'y déroula à l'automne  1916. Le 22e régiment d'infanterie canadien composé de Canadiens francophones y connut son premier engagement d'envergure et s'y distingua en prenant le village ainsi que l'ancienne sucrerie, transformée en bunker défensif par l'armée allemande, et en y maintenant sa position malgré de multiples contre attaques allemandes. Cette action fut reconnue comme une des plus héroïques de la Première Guerre mondiale. Il était le seul bataillon francophone sur les sept millions de soldats de l'Armée britannique,.
C'est aussi à Courcelette que les chars d'assaut firent leur toute première apparition sur un champ de bataille.
Quand la bataille de Courcelette se termina en novembre, le Canada avait perdu 24 029 soldats.

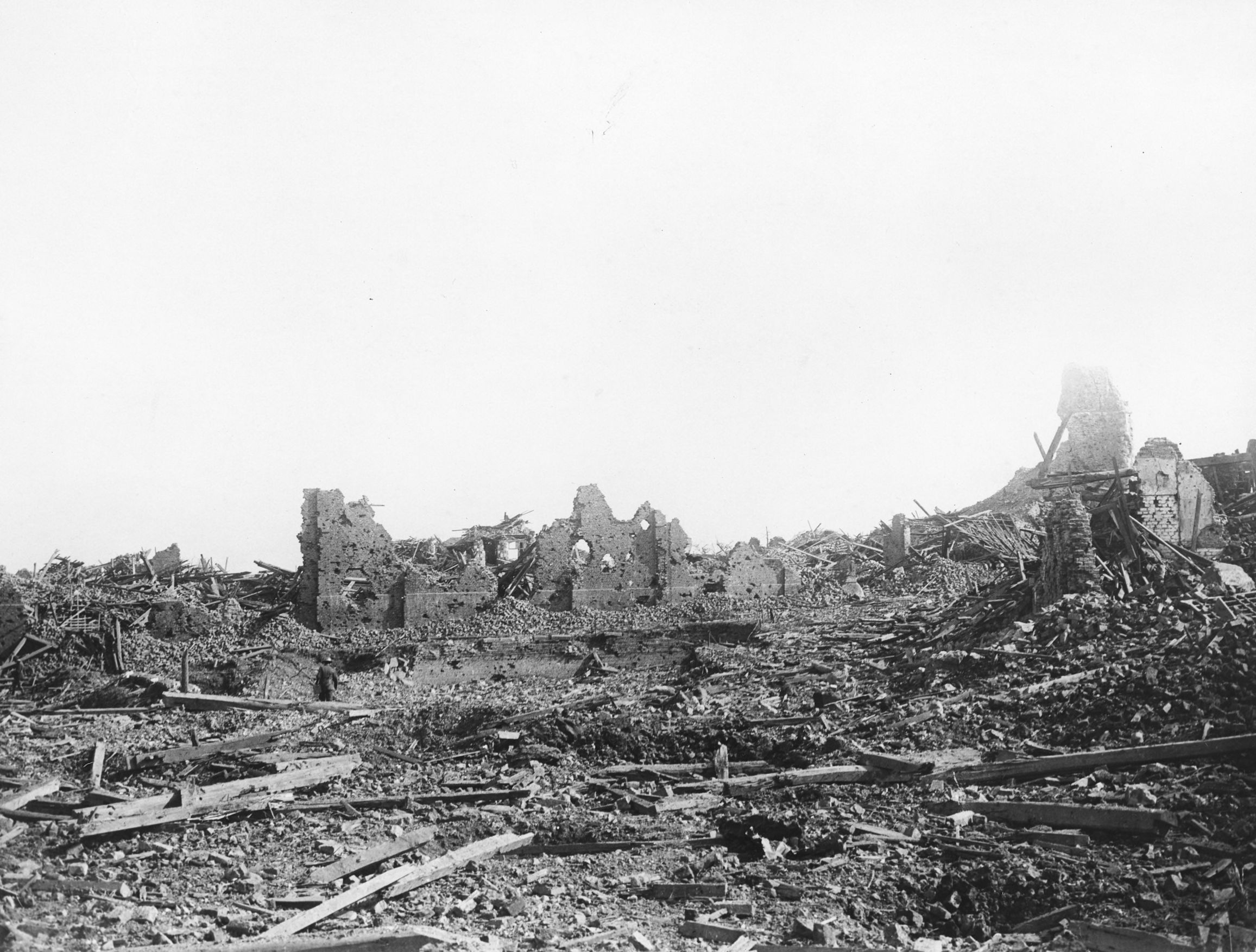
Ruine de l'église en 1916
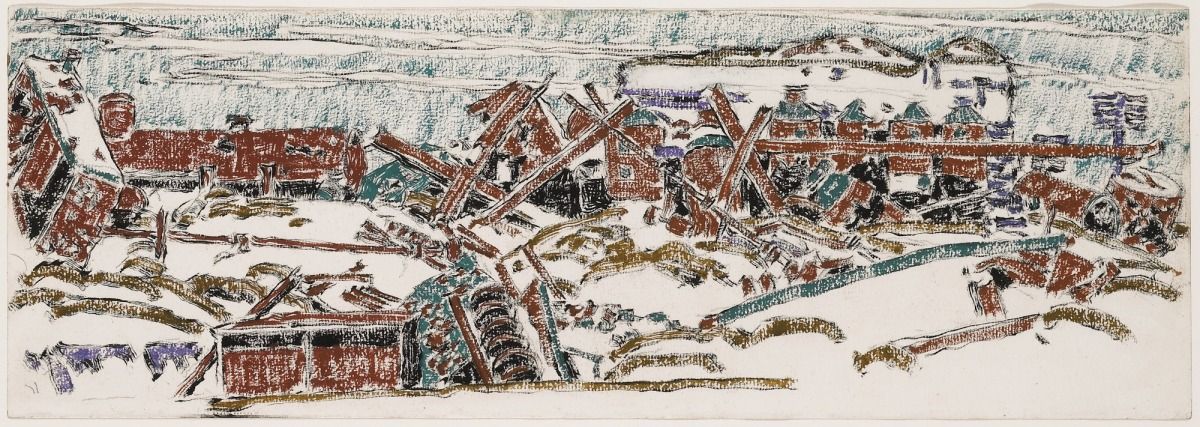
Dessin aquarellé  de David Milne : La sucrerie de Courcelette (août 1919)
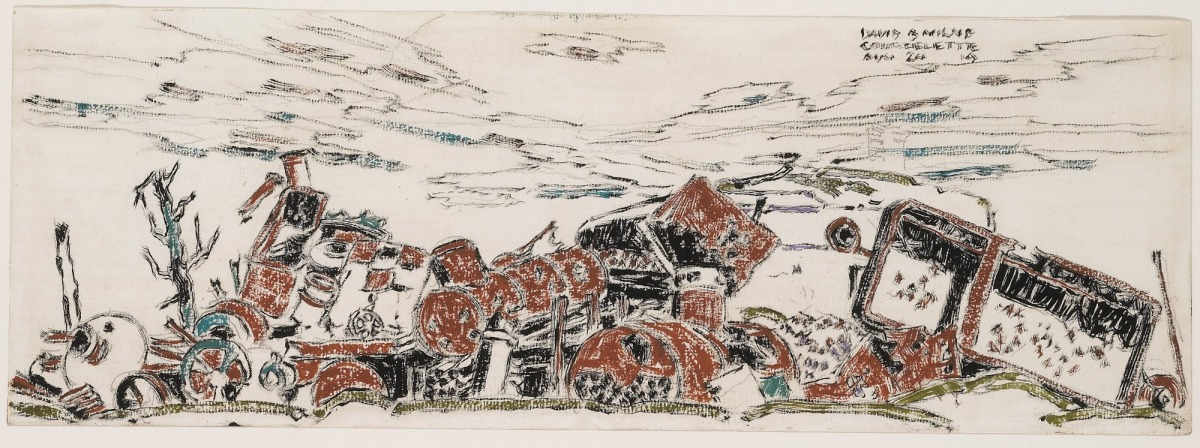
Dessin aquarellé  de David Milne : La sucrerie de Courcelette (août 1919)

Le village est considéré comme détruit à la fin de la guerre et a  été décoré de la Croix de guerre 1914-1918, le 27 octobre 1920.

## Politique et administration

### Intercommunalité
Penvénan était membre de la communauté de communes du Pays du Coquelicot, un établissement public de coopération intercommunale (EPCI) à fiscalité propre créé en 2001 et auquel la commune a transféré un certain nombre de ses compétences, dans les conditions déterminées par le code général des collectivités territoriales.

### Liste des maires
| Période                                  | Période                      | Identité               | Étiquette | Qualité                        |
| ---------------------------------------- | ---------------------------- | ---------------------- | --------- | ------------------------------ |
| Les données manquantes sont à compléter. |                              |                        |           |                                |
| mars 2001                                | 2014                         | Xavier Vandendriessche |           |                                |
| 2014                                     | En cours (au 8 octobre 2020) | Michel Dacheux         |           | Réélu pour le mandat 2020-2026 |

## Population et société

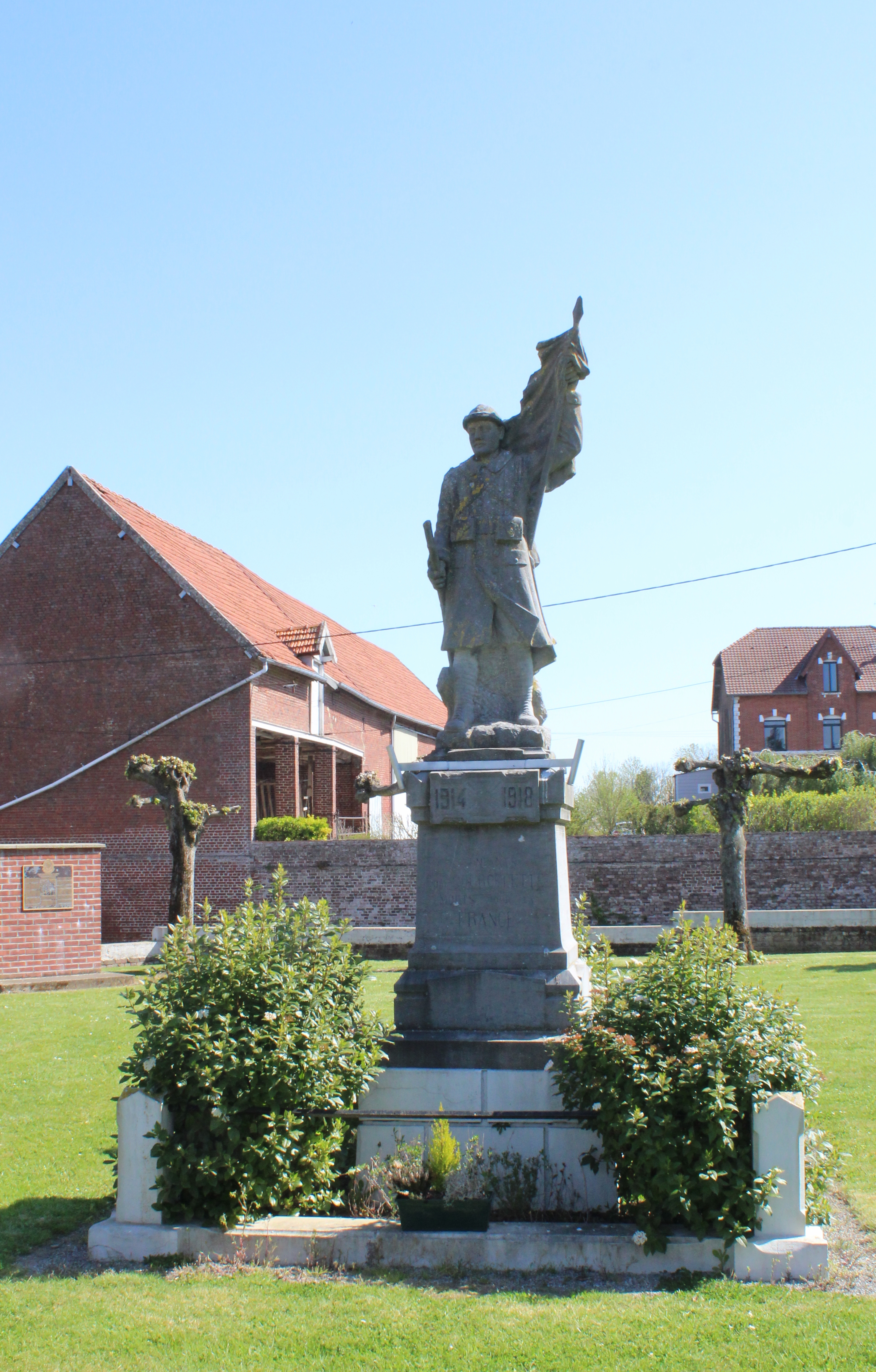
Monument aux morts.

### Démographie
Le habitants s'appellent des Courcelettois(es).

L'évolution du nombre d'habitants est connue à travers les recensements de la population effectués dans la commune depuis 1793. Pour les communes de moins de 10 000 habitants, une enquête de recensement portant sur toute la population est réalisée tous les cinq ans, les populations de référence des années intermédiaires étant quant à elles estimées par interpolation ou extrapolation. Pour la commune, le premier recensement exhaustif entrant dans le cadre du nouveau dispositif a été réalisé en 2006.

En 2022, la commune comptait 151 habitants, en évolution de −1,31 % par rapport à 2016 (Somme : −1,26 %, France hors Mayotte : +2,11 %).
| 1793 | 1800 | 1806 | 1821 | 1831 | 1836 | 1841 | 1846 | 1851 |
| ---- | ---- | ---- | ---- | ---- | ---- | ---- | ---- | ---- |
| 458  | 447  | 436  | 444  | 484  | 484  | 497  | 488  | 509  |

| 1856 | 1861 | 1866 | 1872 | 1876 | 1881 | 1886 | 1891 | 1896 |
| ---- | ---- | ---- | ---- | ---- | ---- | ---- | ---- | ---- |
| 450  | 447  | 420  | 388  | 357  | 337  | 320  | 310  | 309  |

| 1901 | 1906 | 1911 | 1921 | 1926 | 1931 | 1936 | 1946 | 1954 |
| ---- | ---- | ---- | ---- | ---- | ---- | ---- | ---- | ---- |
| 306  | 284  | 276  | 166  | 193  | 194  | 197  | 207  | 191  |

| 1962 | 1968 | 1975 | 1982 | 1990 | 1999 | 2006 | 2011 | 2016 |
| ---- | ---- | ---- | ---- | ---- | ---- | ---- | ---- | ---- |
| 202  | 180  | 176  | 150  | 142  | 133  | 138  | 147  | 153  |

| 2021 | 2022 | - | - | - | - | - | - | - |
| ---- | ---- | - | - | - | - | - | - | - |
| 152  | 151  | - | - | - | - | - | - | - |

### Culture
La municipalité a transformé en 2019  une ancienne cabine téléphonique en boite à livres.

## Économie
L'agriculture reste l'activité dominante de Courcelette.

## Culture locale et patrimoine

### Lieux et monuments

#### Édifices religieux
- L'église Saint-Ultan.
- Oratoire dédié à une Vierge noire. Au croisement de la route « nationale » et de la route de Martinpuich, il marque la limite entre l'Artois et la Picardie[29].

#### Mémorial canadien et cimetière militaire britannique
Le mémorial canadien de Courcelette commémore la rupture du front allemand dans ce secteur durant la bataille de la Somme au cours de la Première Guerre mondiale.
L'épigraphe mentionne « L'Armée canadienne prit une part glorieuse à la rupture du front allemand sur ces côtes pendant la bataille de la Somme 3 sept.-18 nov. 1916 » ;
Le cimetière militaire britannique de Courcelette (Courcelette British Cemetery) est situé à 1 kilomètre environ à l'ouest du village au bout du chemin qui part de la route qui relie Courcelette à Pozières.

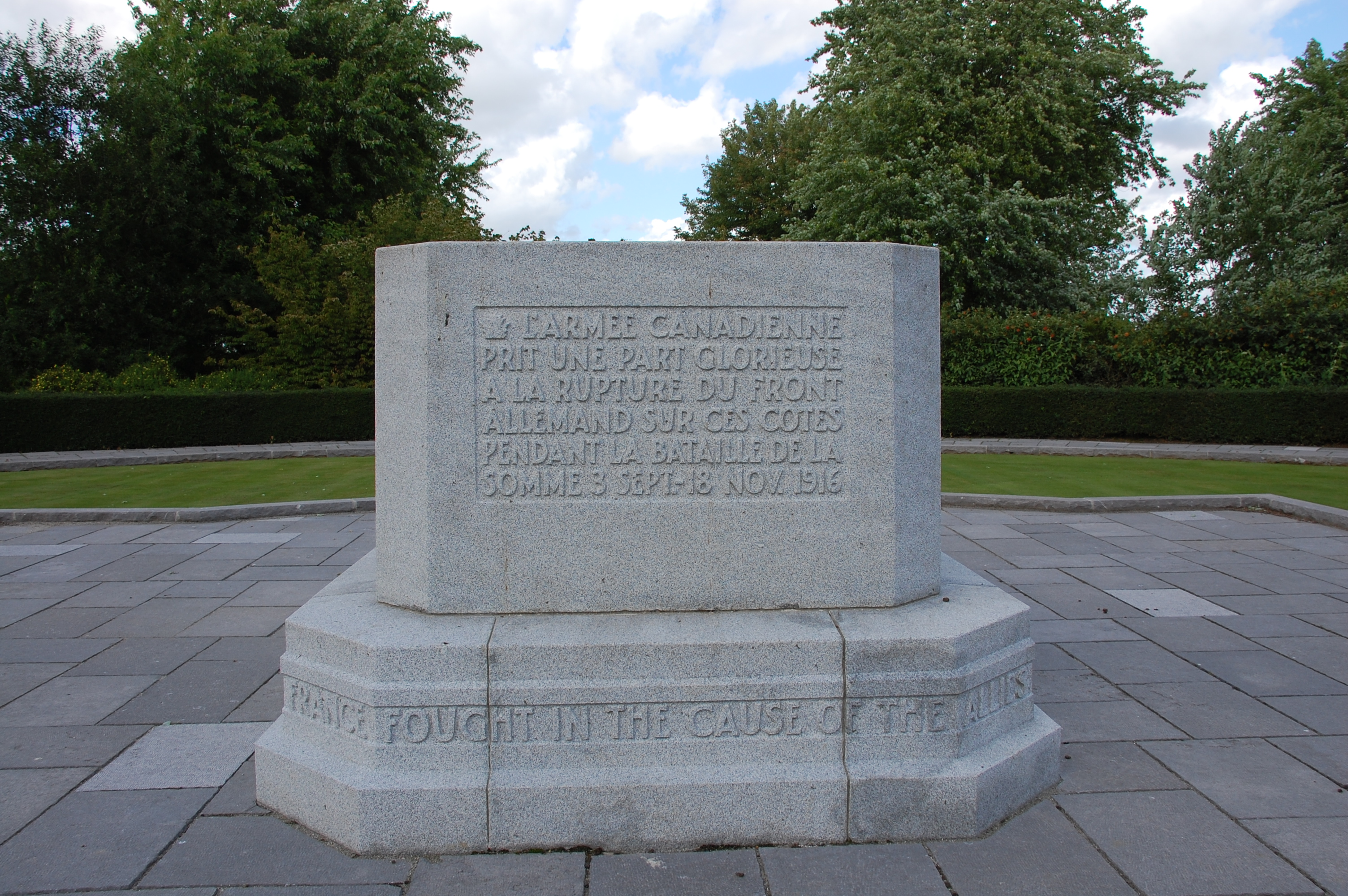
Le mémorial canadien.
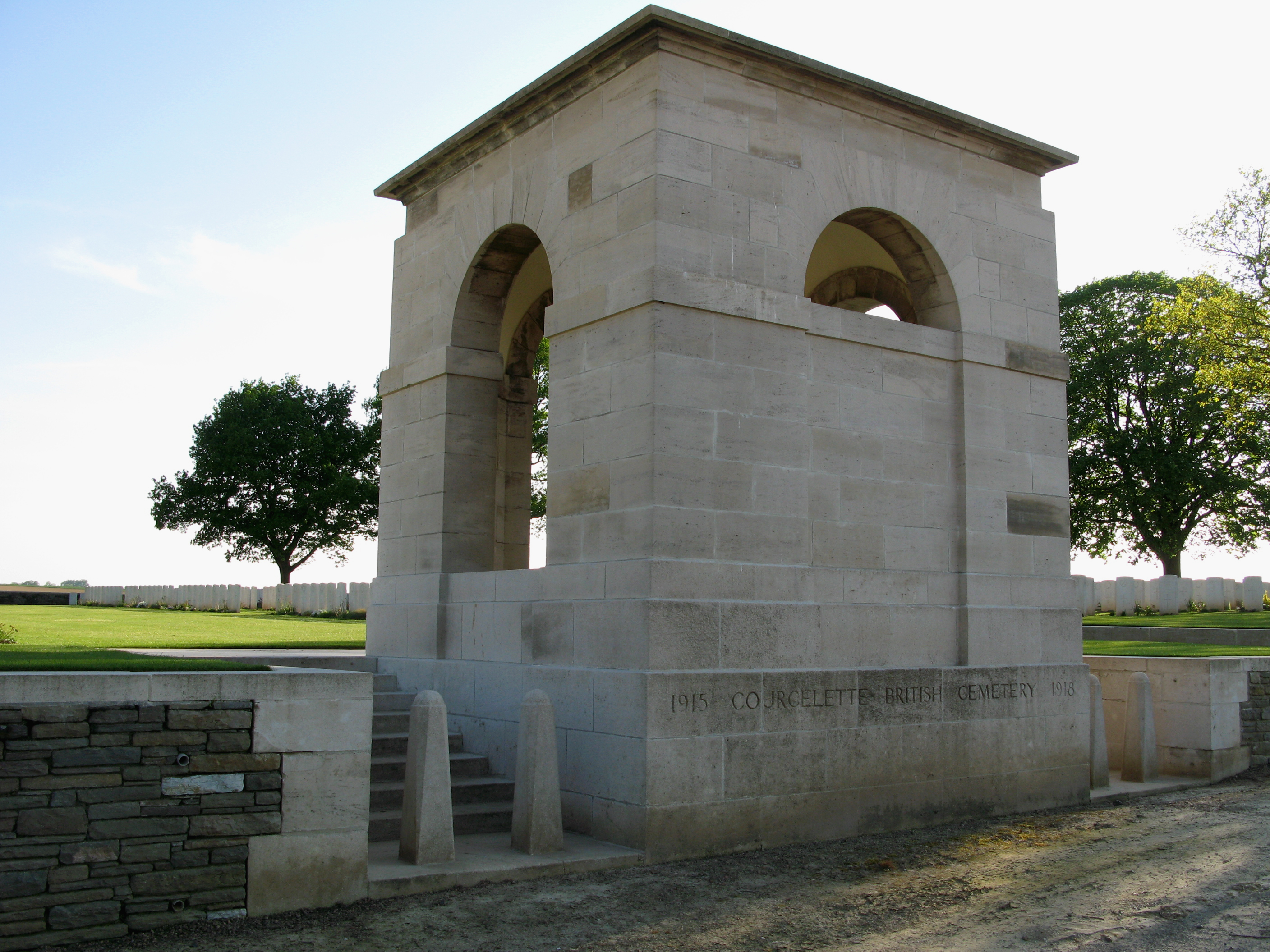
Entrée du cimetière militaire britannique.
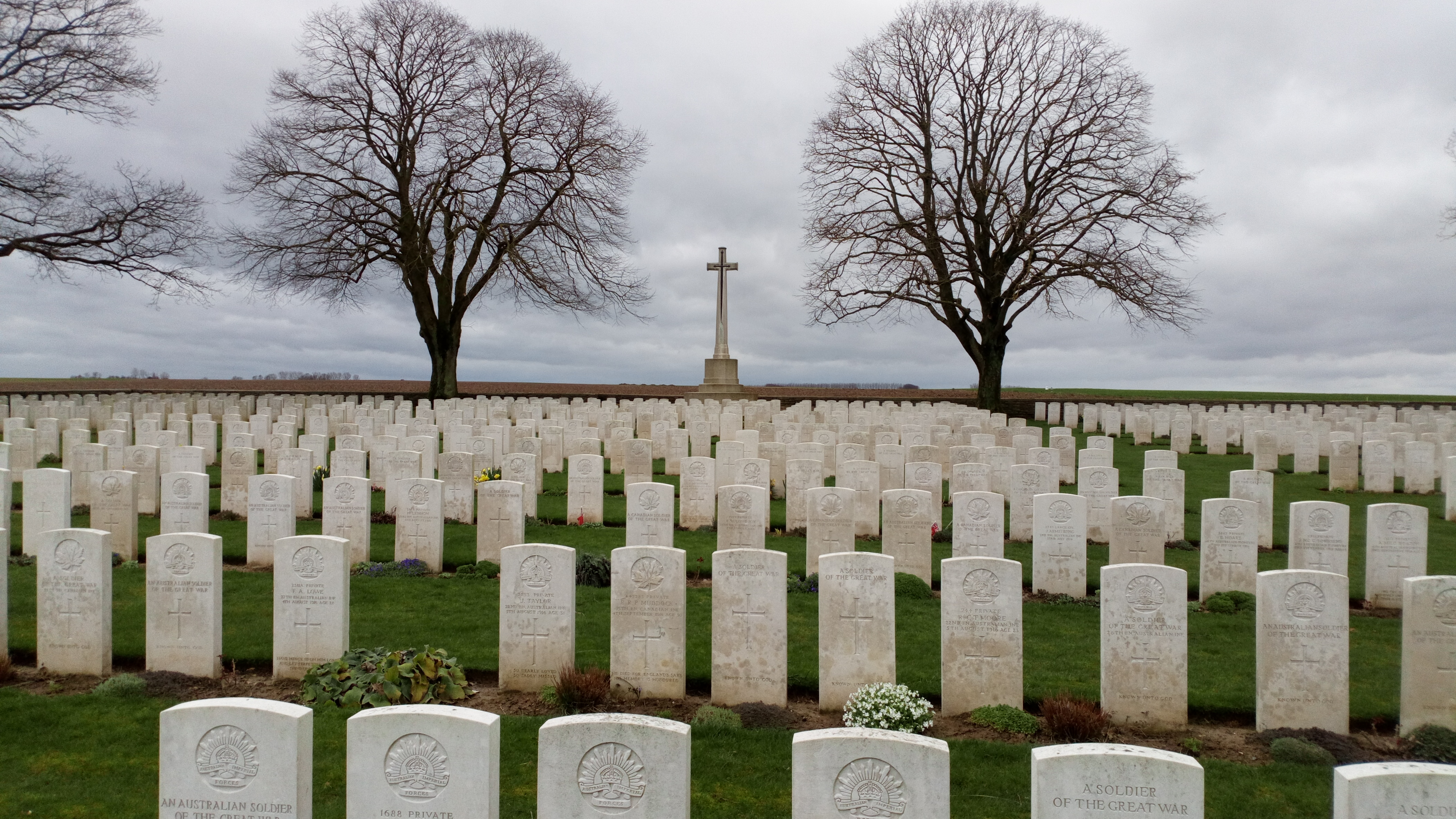
Le cimetière militaire britannique.

### Héraldique
| Blason de Courcelette | Blason  | D'azur au chevron d'or chargé d'une rose de gueules, accompagné de trois étoiles d'or. |
| Blason de Courcelette | Détails | Le statut officiel du blason reste à déterminer.                                       |

## Pour approfondir